# Osiedle Ułańskie

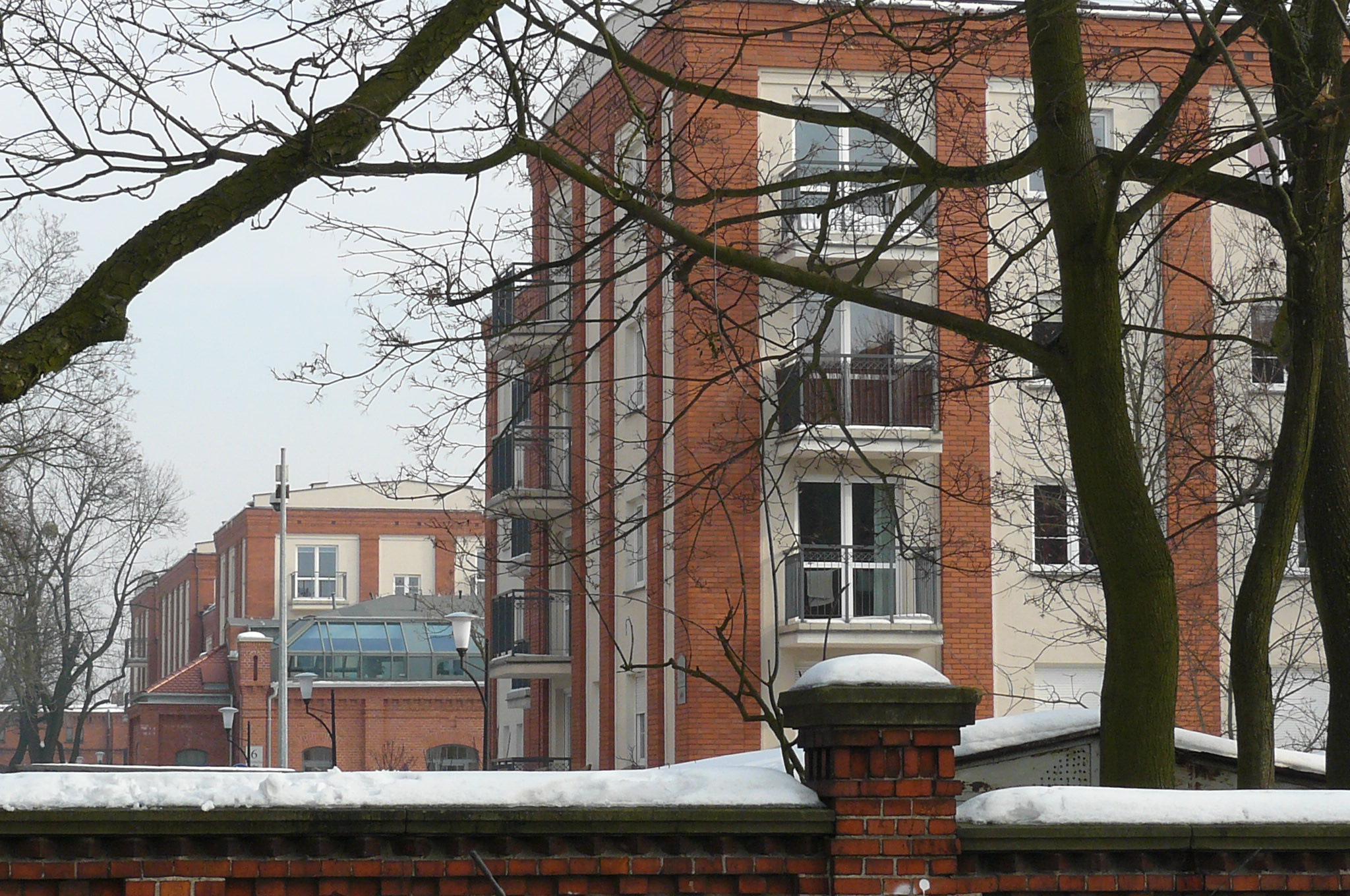
Widok ogólny osiedla zimą

Osiedle Ułańskie – osiedle domów wielorodzinnych, zlokalizowane na poznańskim Grunwaldzie na terenie jednostki pomocniczej Osiedle Św. Łazarz w kwartale ulic: Grunwaldzka (na północy), Wojskowa (na zachodzie) i Ułańska (na wschodzie). Od południa graniczy z luksusowym osiedlem apartamentowym City Park, z którym tworzy jednolity obszar zabudowy postindustrialnej.

## Charakterystyka
Osiedle zlokalizowane w rejonie dawnych koszarów 2. Przybocznego Pułku Huzarów, które były jednym z pierwszych w Poznaniu nowoczesnych założeń koszarowych (1885–1888). Do dziś z tego kompleksu zachowało się zaledwie kilka budynków. Resztę terenu w początkach XXI wieku zabudowano blokami nawiązującymi architektonicznie do budownictwa koszarowego, ze znaczącym użyciem cegły klinkierowej.
Na osiedlu brak większych lokali handlowych - na terenie sąsiedniego City Parku istnieje galeria handlowa. Dojazd zapewniają tramwaje linii 6, 13 i 15 w kierunku pętli Junikowo i Budziszyńska (przystanek Wojskowa). Na osiedlu funkcjonuje niepubliczne przedszkole W Kasztanowym Parku (w jednym z zachowanych obiektów pokoszarowych).
Zespół osiedli Ułańskie - City Park – Johow-Gelände – Kaiser-Wilhelm-Anlage – Grunwaldzka 29-35, stanowi zestawione na małym obszarze, bardzo interesujące i przekrojowe skupisko założeń urbanistycznych z różnych etapów rozwoju architektury XX wieku i lat przyległych.